# Gimnazjum w Połądze
Gimnazjum w Połądze (lit. Palangos (senoji) gimnazija) – szkoła średnia założona w 1888 z inicjatywy dziedzica Połągi hr. Józefa Tyszkiewicza, działająca do dziś pod nazwą Starego Gimnazjum w Połądze, z siedzibą przy ul. Juraty 13. 

## Historia
Szkoła powstała za zezwoleniem władz rosyjskich w 1888 jako progimnazjum. Inicjatorem jej założenia by hr. Józef Tyszkiewicz, do którego należały włości połąskie. W 1913 szkoła została przekształcona w regularne gimnazjum, gdzie wykładano m.in. język litewski. Było to możliwe ze względu na stosunkowo liberalny reżim panujący w guberni kurlandzkiej. 
Po wybuchu I wojny światowej gimnazjum przeniesiono do Stawropola, gdzie działało pod nazwą III Gimnazjum Stawropolskiego. Po odzyskaniu przez Litwę placówka kontynuowała swoją działalność w kraju, tym razem jako szkoła już czysto litewska. 
Obecny dyrektorem mieszczącej się przy ul. Juraty 13 szkoły jest Algirdas Karačionka.